# Горная ящерица
Горная ящерица (лат. Iberolacerta monticola) — вид чешуйчатых пресмыкающихся семейства настоящих ящериц. Обитают в Португалии и Испании (преимущественно в Галисии). Впервые описаны в 1905 году. Имеется некоторая угроза исчезновения. Обитают в тропических и субтропических сухих лесах.